# Karl-August Crisolli

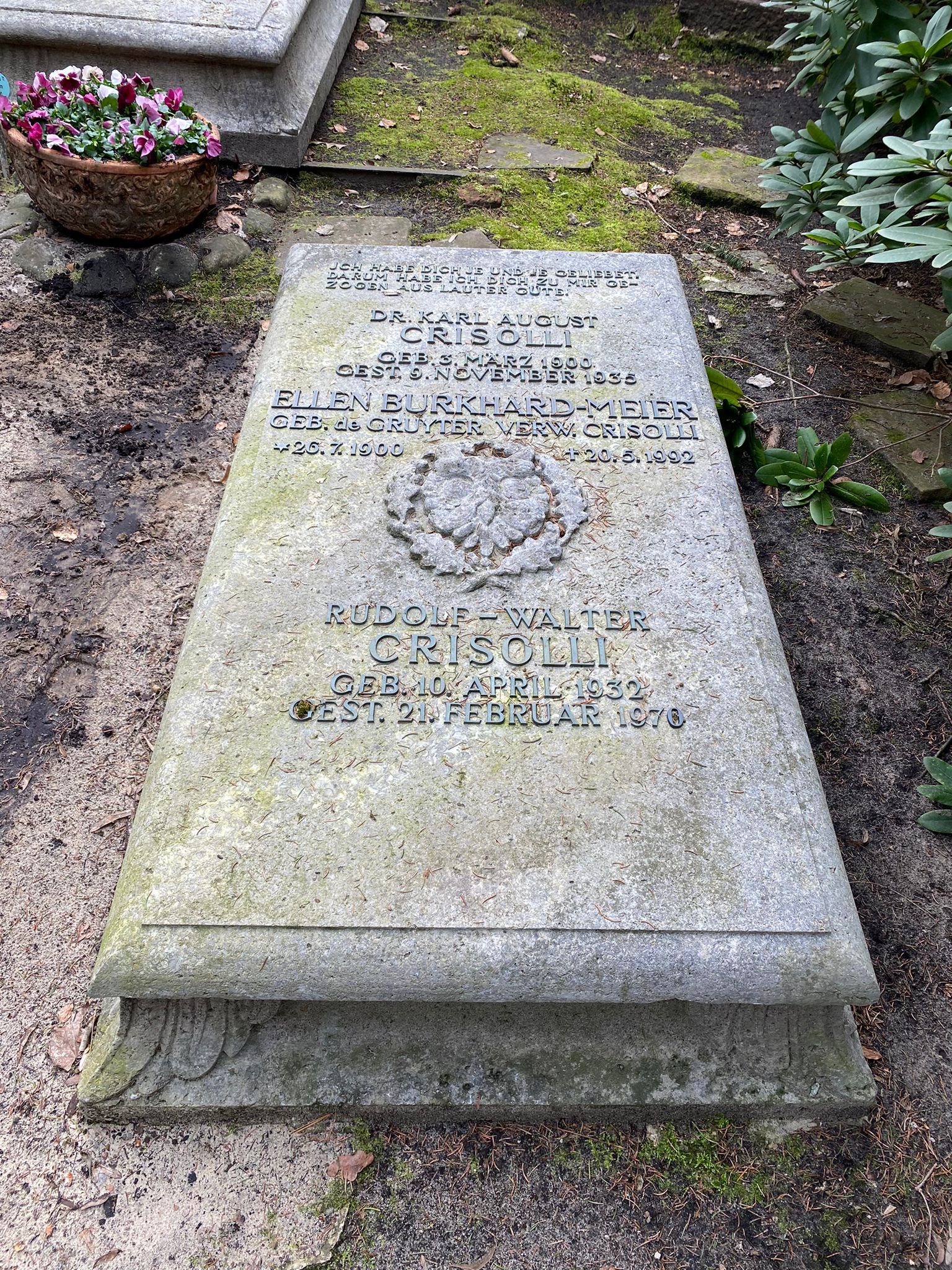
Grabstätte auf dem Parkfriedhof Lichterfelde

Karl-August Crisolli (* 3. März 1900 in Berlin; † 9. November 1935 ebenda) war ein deutscher Jurist.

## Leben
Karl-August Crisolli war der Sohn des Juristen Rudolf Crisolli (1854–1922) und der Auguste Kosky, seine Brüder waren der Jurist Julius Crisolli (* 1894) und der Offizier Wilhelm Crisolli (1895–1944).
Er studierte Rechtswissenschaften an der Universität Berlin, wo er 1924 promoviert wurde. Sein akademischer Lehrer war Ernst Heymann, an dessen Institut für Auslands- und Wirtschaftsrecht er auch Volontärassistent war.
1928 wurde er Gerichtsassessor, 1933 war er Amtsgerichtsrat am Amtsgericht Charlottenburg. Hier war er als Registerrichter mit seinem Kollegen Hans Groschuff (* 1878) für das zentrale Handelsregister von ganz Berlin zuständig.
1934 legte er, begleitet von mehreren Zeitschriftenaufsätzen, einen Entwurf für eine Reform des Handelsregisters im Sinne nationalsozialistischen Gedankenguts vor, in dem er den Begriff „deutsch“ im Sinne der Rassenpolitik auslegen wollte. Diese Auslegung wurde jedoch vom Kammergericht teilweise nicht gebilligt.
Verheiratet war er seit 1931 mit Ellen de Gruyter (1900–1992), einer Tochter des Verlegers Walter de Gruyter, aus dieser Ehe ging der Sohn Rudolf Crisolli (1932–1970) hervor. Seine letzte Ruhestätte erhielt er auf dem Parkfriedhof Lichterfelde.

## Veröffentlichungen
- Der Aktionär und die Goldbilanz nach der Goldbilanzverordnung (= Arbeiten zum Handels-, Gewerbe- und Landwirtschaftsrecht 43). Elwert, Marburg 1926 (= Dissertation).
- Handelsgesetzbuch ohne Seerecht. Mit den ergänzenden Vorschriften des Bürgerlichen Gesetzbuches und einem Anhang enthaltend das Einführungsgesetz, das Depotgesetz, die Bestimmungen über Börsentermin- und Differenzgeschäfte u.a.  Neu bearbeitet von Ernst Heymann. 17. Auflage unter Mitwirkung von Karl August Crisolli. De Gruyter, Berlin 1926.
- mit Felix Wolff: Das Recht der Reklame. De Gruyter, Berlin 1929.
- Reform der Landpacht. Stilke, Berlin 1930.
- Das Reichsgesetz betreffend die Abzahlungsgeschäfte vom 16.5.1894. 4. völlig neu bearbeitete Auflage, unter Mitwirkung von Julius Crisolli. De Gruyter, Berlin 1931.
- Verordnung des Reichspräsidenten über Maßnahmen auf dem Gebiete der Rechtspflege und Verwaltung vom 14.Juni 1932. Textausgabe mit Einleitung, Vorbemerkungen und Sachregister (= Sammlung Guttentag Bd. 181). De Gruyter, Berlin 1932.
- Die Firmenzusätze „deutsch“ und „national“. In: Juristische Wochenschrift 1933, S. 2102ff.
- Entwurf eines Gesetzes zur Vereinheitlichung, Bereinigung und Reinhaltung des Handelsregisters. De Gruyter, Berlin 1934.
- Nochmals die Firmenzusätze „deutsch“ und „national“. In: Juristische Wochenschrift 1934, S. 666ff.
- Das Firmenrecht im Lichte der neuen Rechtsentwicklung. In: Deutsche Juristen-Zeitung 1934, S. 1031ff.
- mit Hans Groschuff, Ernst Kaemmel: Umwandlung und Löschung von Kapitalgesellschaften auf Grund der Gesetze vom 5. Juli 1934 und 9. Oktober 1934, nebst den dazu ergangenen Durchführungsverordnungen. Moeser, Leipzig 1935.